# 쎄노텍
쎄노텍(CENOTEC Co., Ltd.)은 대한민국의 세라믹 소재 기업이다. 본사는 경상남도 함안군 가야읍 함마대로 1256-40, 58에 위치해 있다. 대표이사는 이승호이다.
세라믹 비드를 생산하며 MLCC 및 2차전지 소재와 장비의 정밀 가공에 쓰인다.

## 역사
1999년 당시 경남대학교 나노신소재공학과(옛 무기재료학과) 교수였던 강종봉 교수가 세라믹연구개발으로 경남대 창업보육관에서 창업하여 2001년에는 현재의 사명으로 변경하였다
환경분야 전문 사모투자펀드(PEF) 운용사인 이앤에프프라이빗에퀴티(E&F Private Equity) 자회사 이앤에프마블홀딩스를 통해 회사 경영권을 보유하고 있다.

## 참고 문헌
1. ↑  쎄노텍, 전세계 유일 모든 세라믹비드 생산…광산·2차전지 수요 ↑, 아시아경제, 2022.12.07
2. ↑  한국IR협의회 기술분석보고서-쎄노텍, 2020.04.23
3. ↑  쎄노텍, 전기차 배터리 관련 가공 소재 中 이어 국내 업체와 공급 논의, 이투데이, 2023-03-23
4. ↑  이명용, 한국을 세라믹 소재강국으로 만든 강종봉 (주)쎄노텍 대표이사, 경남신문, 2016-08-25
5. ↑  김현지, 中企, 산학협력이 희망이다 (4) 쎄노텍 ‥ 경남대 실험실서 벤처 창업, 한국경제, 2006.07.09
6. ↑  쎄노텍, 벤처기업에서 스타기업으로 우뚝, 경상남도일보, 2020.11.17
7. ↑  최두선, 쎄노텍, 최대주주 변경…2차전지 소재 기술 부각 강세, 이투데이, 2017-08-31

## 같이 보기
- E&F프라이빗에쿼티